# レティーロ (ブエノスアイレス)
レティーロ(Retiro)は、アルゼンチンの首都ブエノスアイレス自治市の北東部にある地区（バリオ）である。コムーナ1に属しており、人口は45,002人である。
南側でプエルト・マデーロ地区やサン・ニコラス地区と、西側でレコレータ地区と接している。北側や東側にはラプラタ川が流れている。

## 特徴

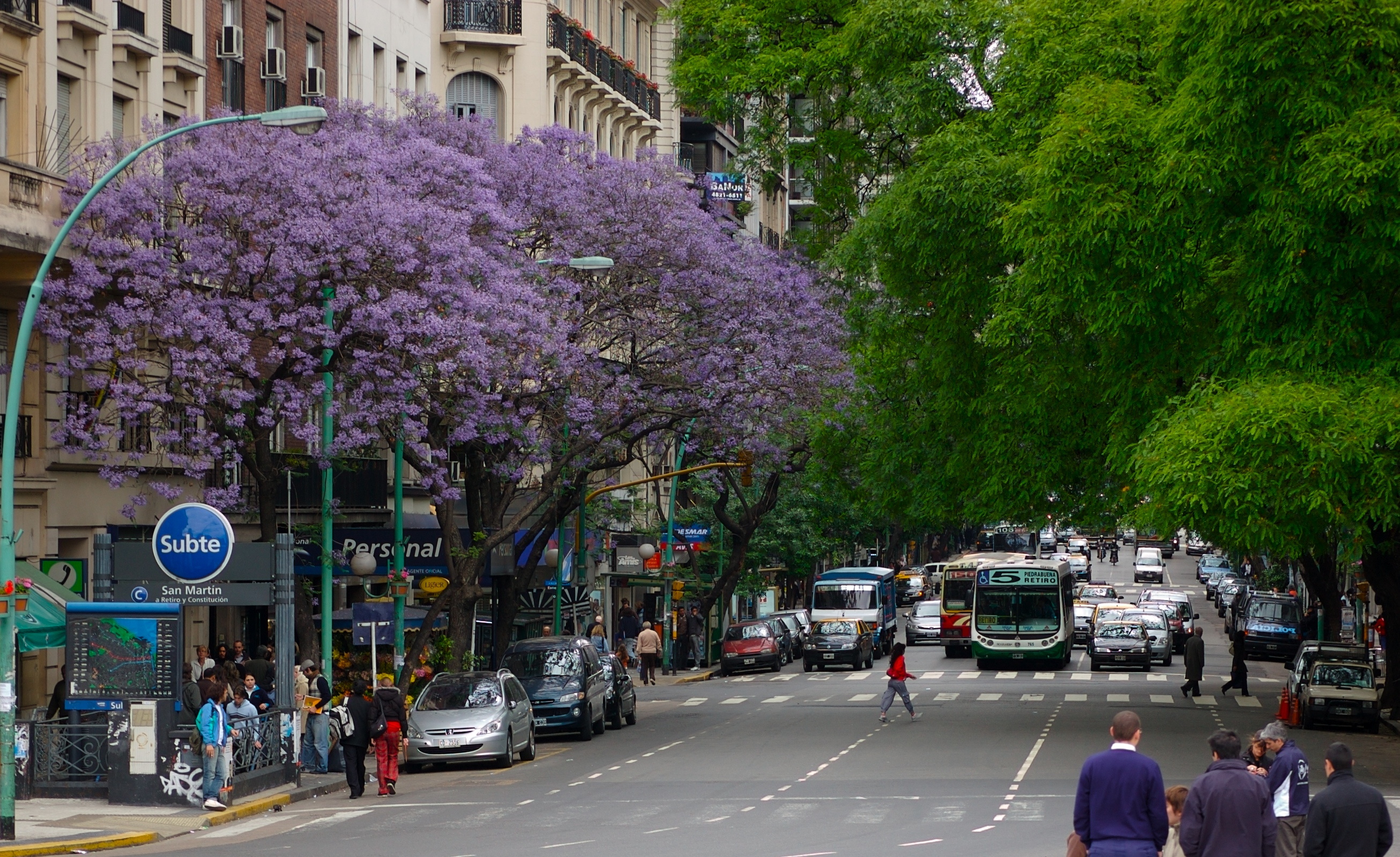
サンタフェ通り

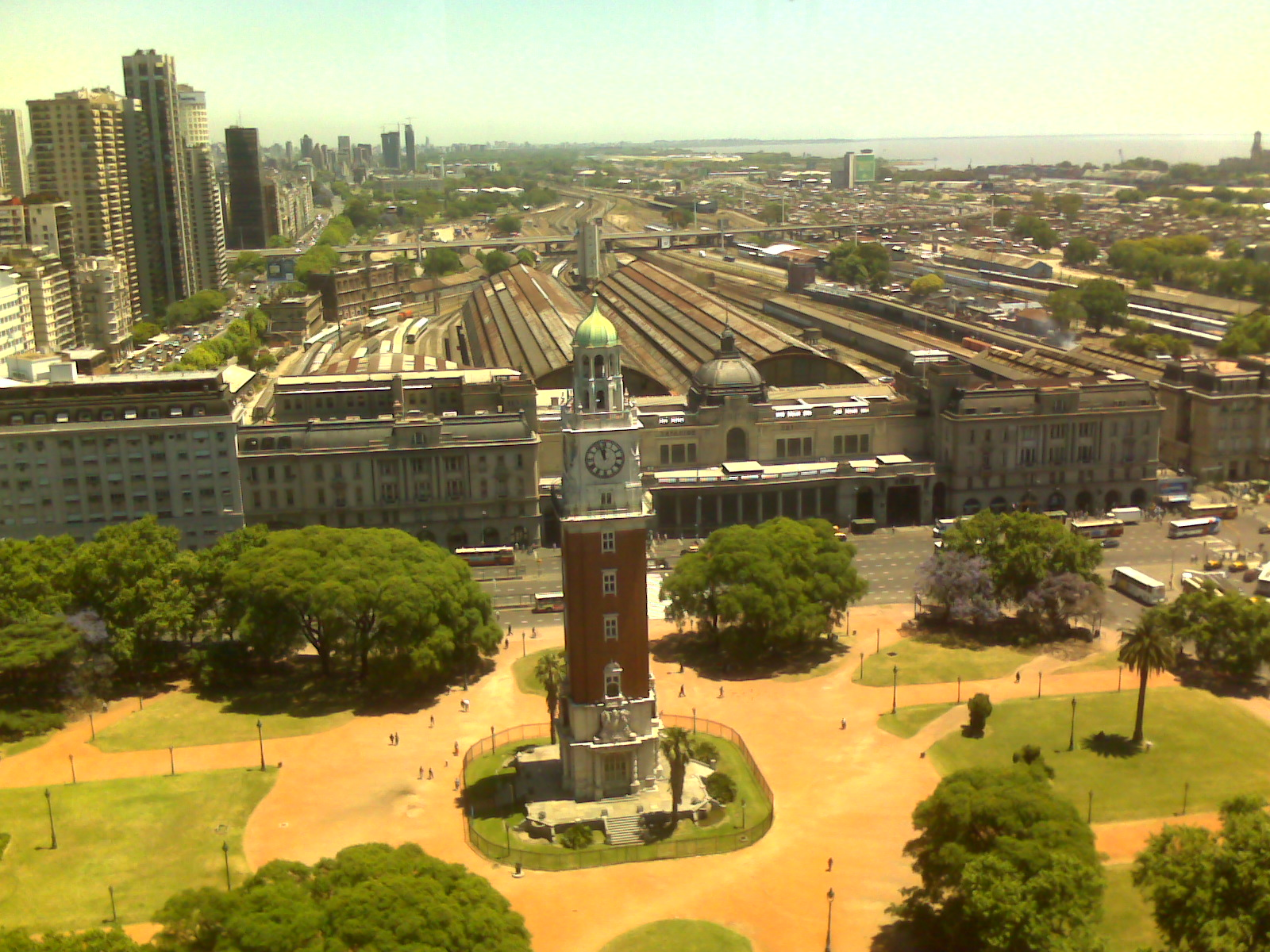
トーレ・モヌメンタルとレティーロ駅

レティーロ地区はアルゼンチンの輸送サービスにおける最大のハブのひとつである。多くの高級店があり、地元の裕福な階級の住民やアルゼンチン駐在の高官に人気の高級住宅地である。1930年代からブエノスアイレス港近くにあるビジャ31と呼ばれるスラム街には、統計には表れない数千人の不法移民と26,000人の住民が住んでいる。ターミナル駅であるレティーロ駅からは北部に向かう近郊列車や長距離列車が運行されており、駅に隣接してレティーロ・バスターミナルがある。レティーロ駅はブエノスアイレス地下鉄のC線と接続しており、また公共バスは多くの地元路線を持つ。平日、この区域は常に通勤者や自動車で混雑している。主要な大通りであるリベルタドール通りはレティーロ駅を超えるとレアンドロ・N・アレム通りに名を変える。レアンドロ・N・アレム通りはブエノスアイレス中心業務地区(CBD)に沿って北から南に走っており、レティーロ地区とサン・ニコラス地区を隔てている。レティーロ地区のビジネス街はカタリナス・ノルテ・オフィスプラザの周囲であり、カタリナス・ノルテはフランシスコ・セーベルの波止場地区開発から1世紀を経た1970年代に建設された。その他の主要な通りには、サンタフェ通り、コルドバ通り、リベルタドール通り、フロリダ歩行者通り、7月9日大通りなどがある。
フロリダ通りには1914年から1998年まで、ハロッズ・ブエノスアイレス（拠点はイギリスのロンドン）がイギリス国外唯一の支店として立地していた。ハロッズの撤退後はアートショーやタンゴフェスティバルの主催地となっていたが、2009年には小売店を再オープンさせる許可が得られた。解体を逃れたその他のランドマークにはオルティス・バスアルド邸宅がある。1912年に私邸として完成したが、在アルゼンチン・フランス大使館とするために1939年にフランス政府に買収された。1970年代後半には7月9日大通りの拡張が行なわれ、丸々1ブロック分の住宅が取り壊されて道路となったが、大使館はそのランドマーク的性格のために取り壊しを逃れ、激しい往来の中に孤立して建っている。近くのペレーダ邸宅は1920年に建てられ、在アルゼンチン・ブラジル大使の公邸として使用されている。
レティーロ地区には、フォーシーズンズホテル、マリオット・プラザ・ホテル、シェラトン・ホテル、ソフィテル・ホテルなど多くの5つ星ホテルがある。これらのうち最古のホテルは1909年開業のマリオット・ホテルであり、サン・マルティン広場に面している。サン・マルティン広場の北にはトーレ・モヌメンタル（旧トーレ・ロス・イングレセス）があり、このパジャディアン建築のモニュメントは、1810年の五月革命（独立戦争）100周年を記念して、1910年にイングランド系アルゼンチン人のコミュニティから寄贈されたが、1982年にイングランドとアルゼンチンの間でマルビナス紛争が勃発すると、紛争をきっかけとして何度か破壊行為を被った。
その近隣にはサンティシモ・サクラメント教会堂、パティオ・ブルリッチという名称の高級ショッピングセンター、エストゥルガモウ・ビル、フェルナンデス・ブランコ博物館、自由広場などがある。自由広場はかつてイスラエル大使館があったが、1992年3月17日に起こったイスラエル大使館襲撃事件で爆破され、29人が死亡して242人が負傷した。この事件の犯人はレバノン国籍の男であり、南アメリカではじめて起こった中東関連のテロとされている。多くの政府機関がレティーロ地区内に本部を置いており、外務省、アルゼンチン空軍、アルゼンチン海軍、国立造幣局、鉄道運輸局などがある。1911年から1953年まで使用された移民ホテルもレティーロ地区にあり、何百万人もの移民にとって最初の通過点であったが、今日では国立博物館として使用されている。

### サン・マルティン広場
通りを渡ってレティーロ駅の対面には緑豊かなサン・マルティン広場があり、広場は豪華な邸宅やホテルなどに取り囲まれている。レティーロ低地はかつてアルゼンチン軍のサン・マルティン連隊の訓練場であり、現代のサン・マルティン広場には、アルゼンチン独立戦争の英雄を称える騎馬像やマルビナス紛争殉死者の追悼碑などがある。
広場の反対側にあるもっとも重要なランドマークは、鉄筋コンクリート造のカバナ・ビル（高さ120m）であり、1936年の竣工当時はラテンアメリカでもっとも高い建築物だった。アイルランド系アルゼンチン人の女性が資金を提供したカバナ・ビルは歩行者専用のフロリダ通りの北端に建っており、ビルの建設は広場の大規模な再設計後に行なわれた。広場の再設計の過程では植民地時代からの荒廃した建物の多くが破壊され、1889年のパリ万国博覧会の際に華麗なパビリオンとして使用された初代アルゼンチン国立美術館もその対象となった。広場に面した建築学上重要なその他のランドマークには、パス邸宅、サン・マルティン邸宅、オリベッティ高層ビル、ピレッジ高層ビルなどがあり、これらは市内で初めてインターナショナル・スタイルで建設された建物である。

## ギャラリー

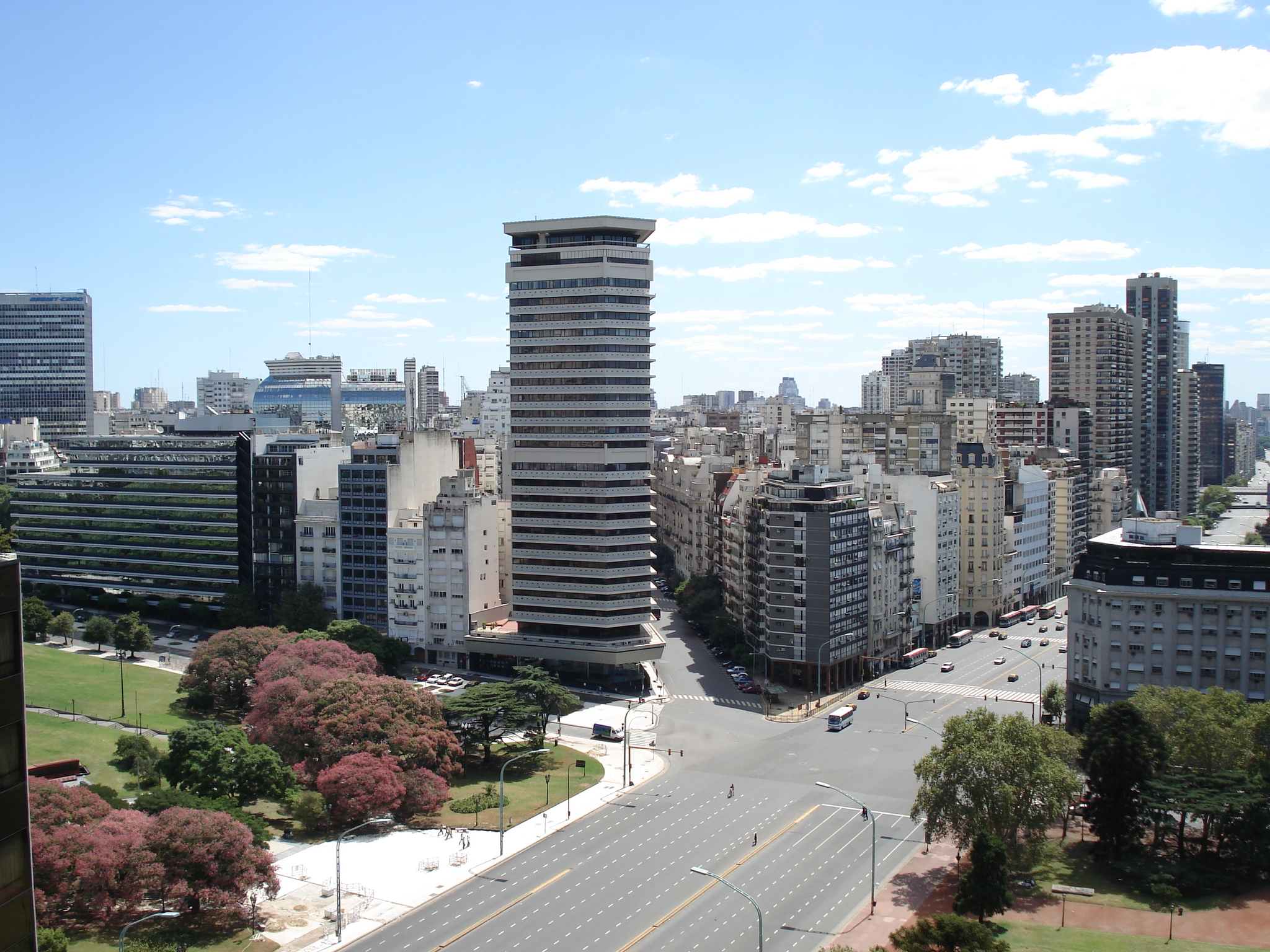
リベルタドール通り
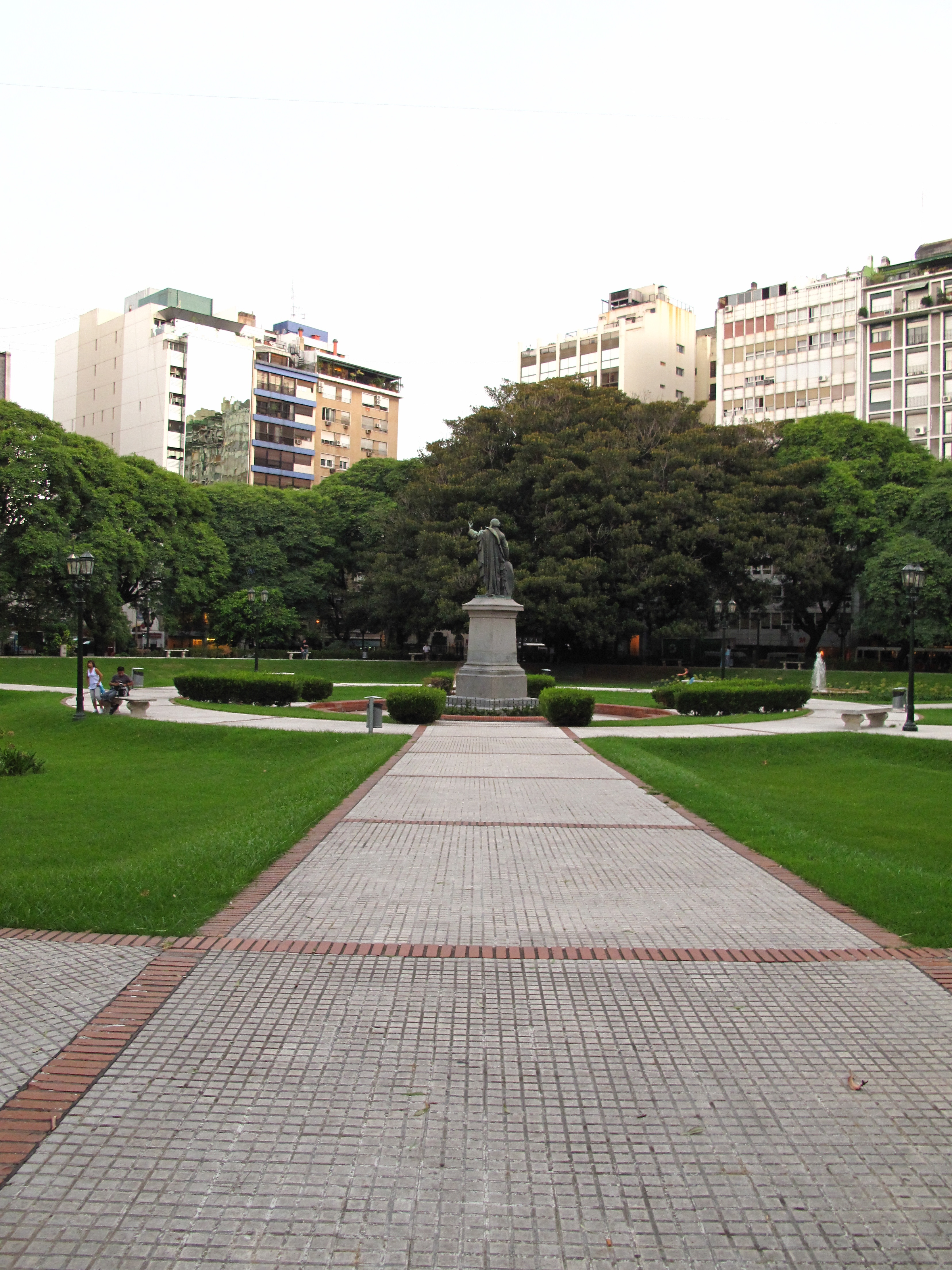
リベルタ広場
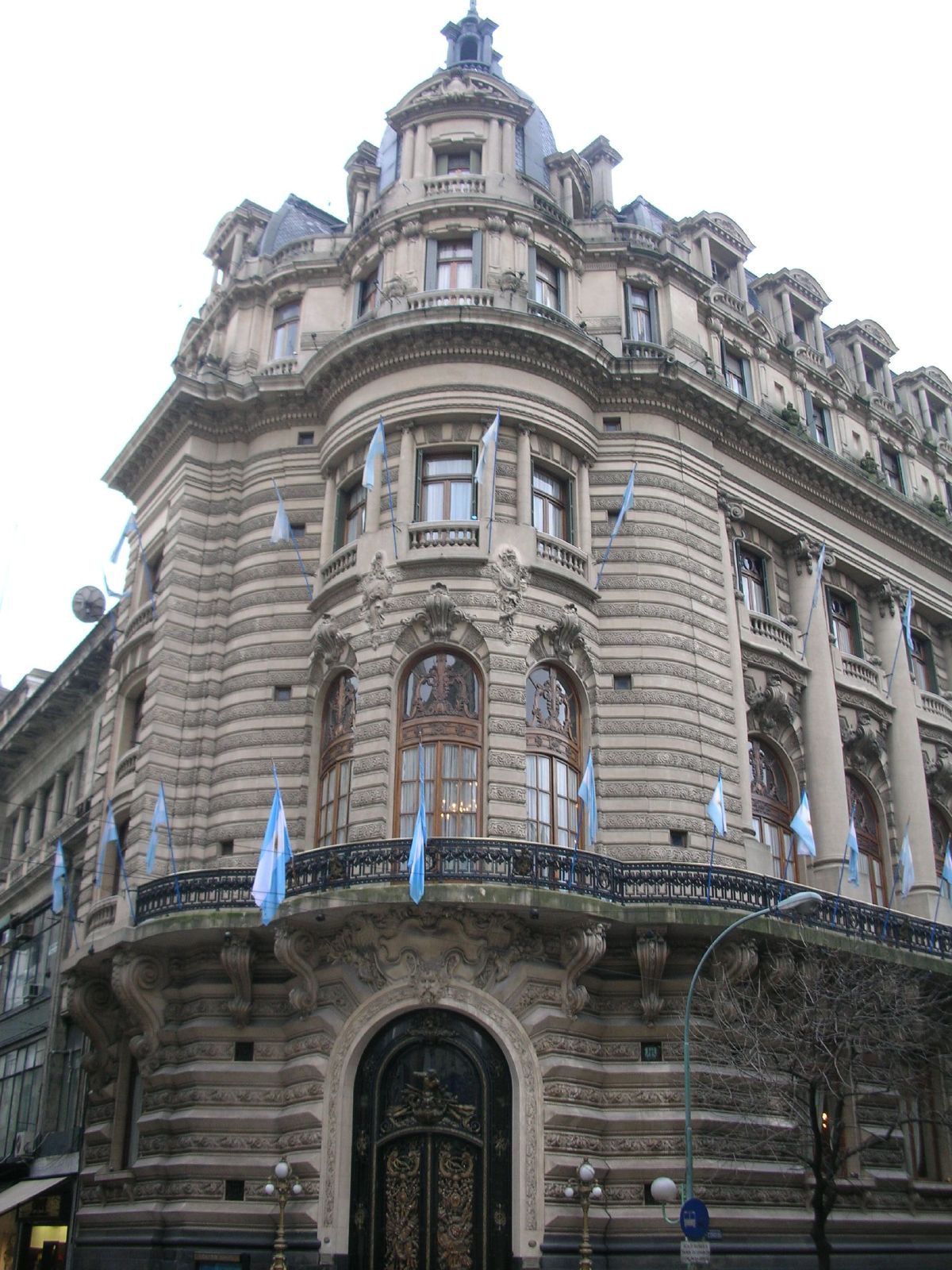
コルドバ通りの海軍士官クラブ
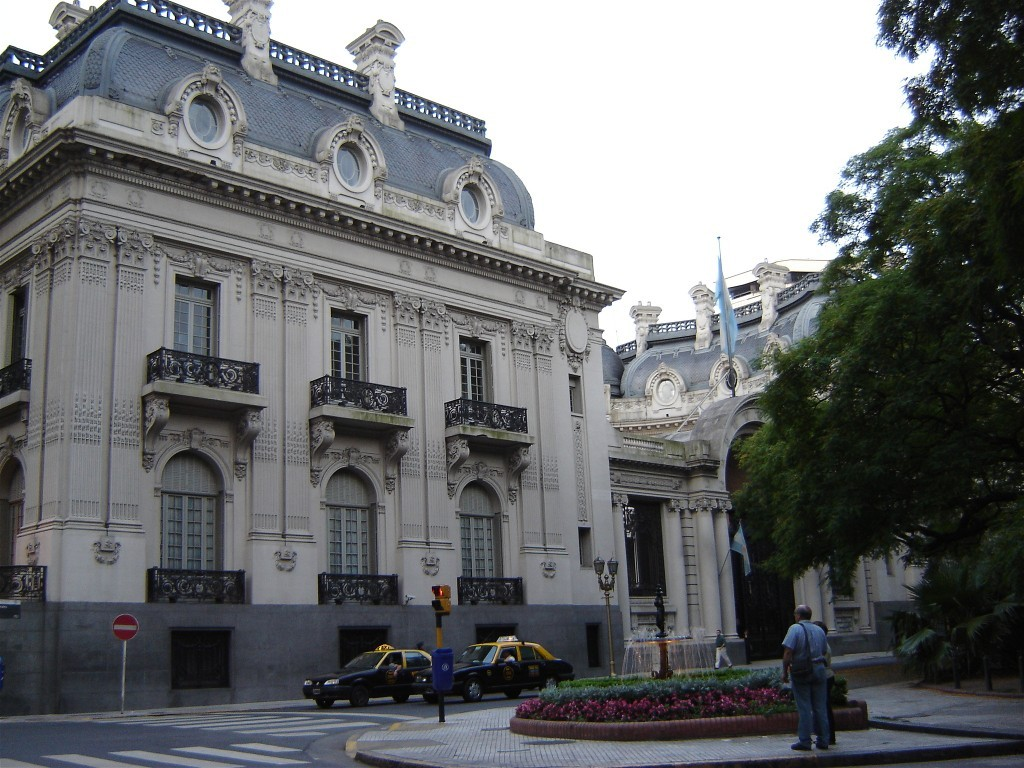
サン・マルティン・パレス
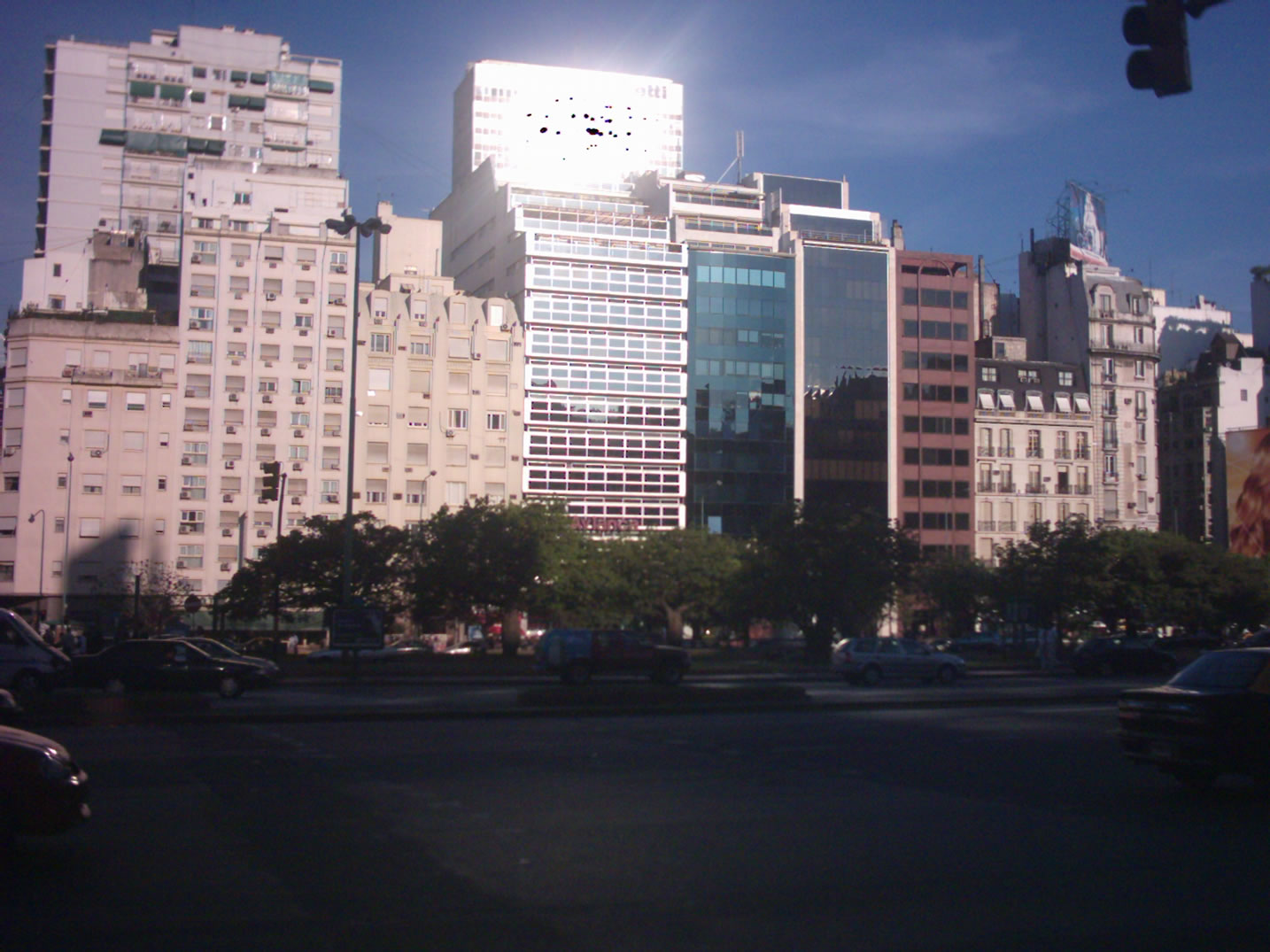
7月9日大通り
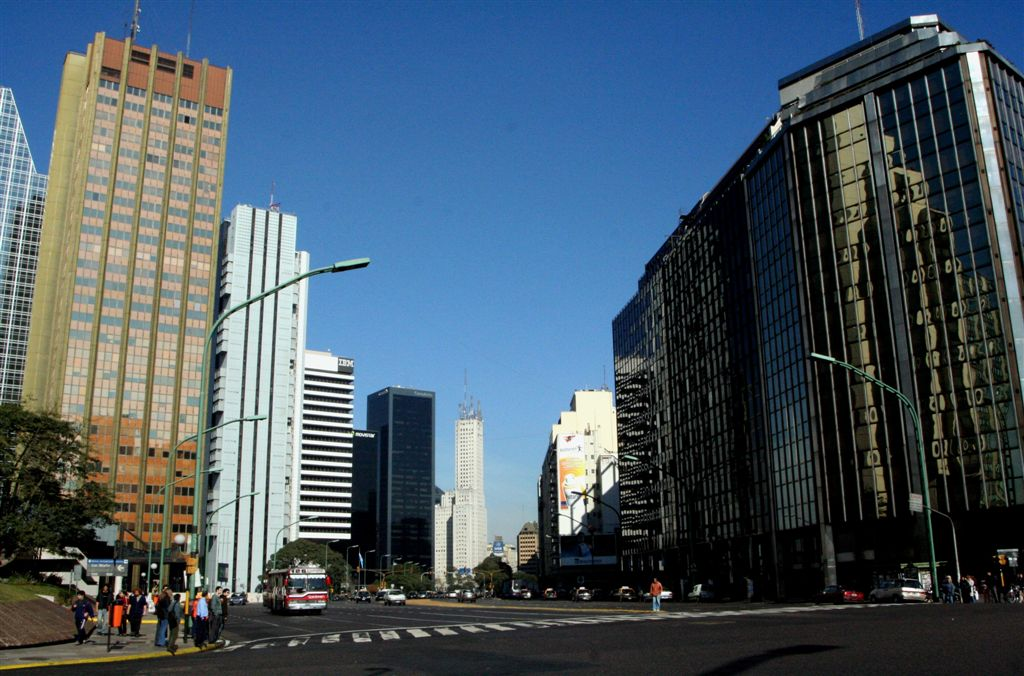
レアンドロ・N・アレム通り
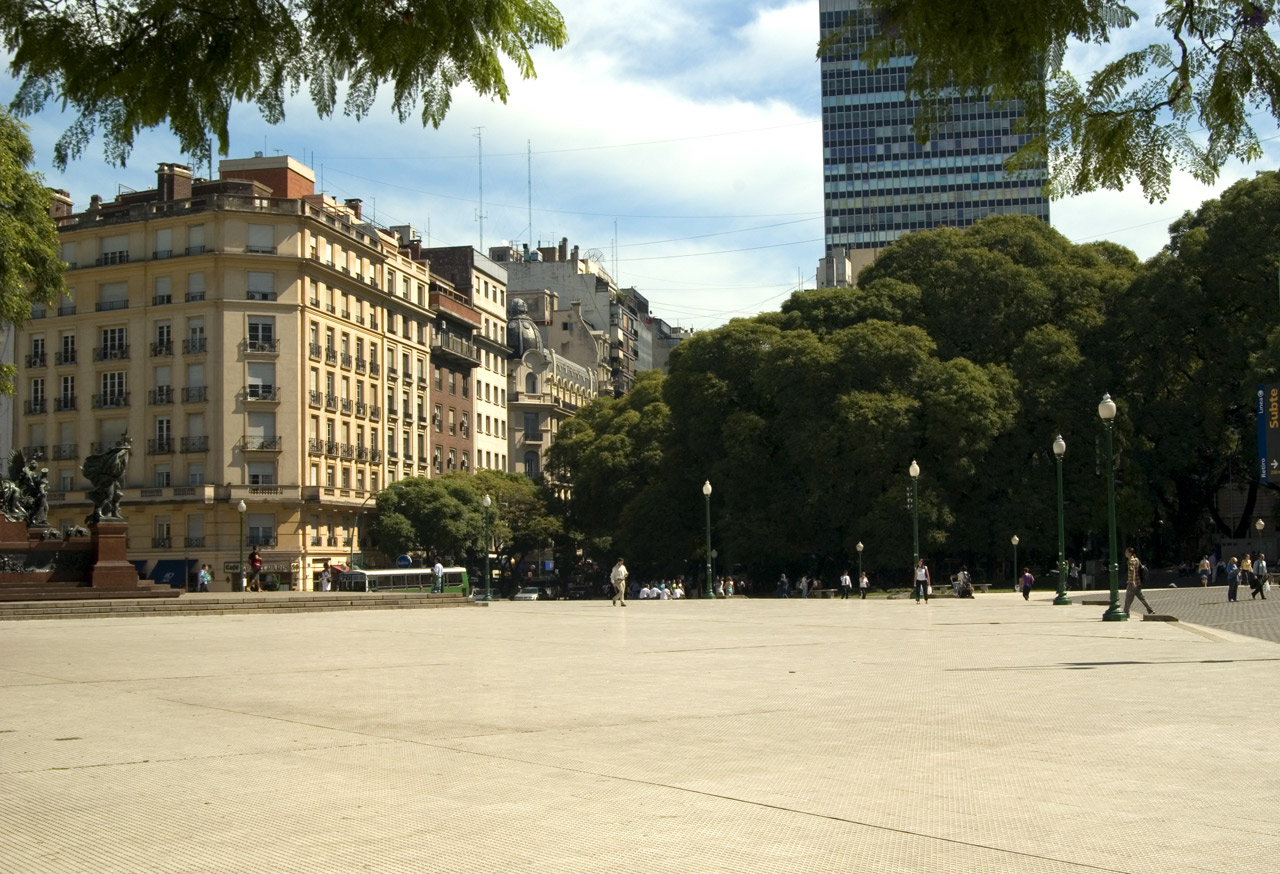
サン・マルティン広場